# Никола II Горянски
Вижте пояснителната страница за други личности с името Никола Горянски.
Никола II Горянски (на хърватски: Nikola II Gorjanski; на унгарски: Garai II Miklós; 1367–1433) или Николай II Гарай е унгарски бан на Мачва, Усора, Соли (дн. Тузла), Славония, Хърватско и Далмация. Той също така управлява чрез свои регионални васали областите Браничево, Срем, Бачка, Банат и Бараня.
Участва в битката при Никопол през 1396 г. срещу османците и след поражението на кръстоносците в тази битка се спасява от бойното поле с венециански кораб заедно с унгарския крал Сигизмунд фон Люксембург.
През 1415 г. заедно с унгарския крал участва в срещата с крал Фернандо I Арагонски и антипапа Бенедикт XIII в Перпинян. През 1416 г. Сигизмунд го прави член на Ордена на Дракона, което е и отразено във фамилния герб на Горянски.

## Семейство
Никола Горянски имал два брака.
- Първият брак е с дъщерята на княз Лазар - Теодора Лазаревич, която почива преди 1401 г.[3] Теодора му ражда син Никола и дъщеря на име Катерина.
- Вторият брак е с Анна фон Цили, една от дъщерите на Херман II фон Цили. От нея има двама сина, Владислав и Янош, и две дъщери, Барбара и Доротея.

Внучката му Анна е сгодена за Матияш Корвин, но до сватба не се стига.